# G.I. Joe

I G.I. Joe nel primo film cinematografico

G.I. Joe è una linea di giocattoli prodotta dalla statunitense Hasbro. Le action figure di G.I. Joe esordirono negli anni sessanta, ottenendo un ampio successo commerciale, divenendo in seguito fonte di ispirazione per altri giocattoli dello stesso genere, fra cui Big Jim della Mattel e Action Jackson della Mego. Il nome G.I. Joe, che inizialmente era proprio di un solo personaggio della linea, passò successivamente a identificare l'intera linea di giocattoli, che comprendeva numerosi personaggi oltre a quello originale.
Il personaggio è diventato successivamente protagonista di cartoni animati, fumetti e film.

## Storia

### Le origini
La sigla "G.I." risale al gergo militare utilizzato nella seconda guerra mondiale ed è l'acronimo di Galvanized Iron (e successivamente di Government Issue). Nello specifico indica però Global Integrated che è stato unito a Joe (acronimo di Joint Operating Entity, ovvero: "Entità operativa congiunta globale integrata").
Il nome viene così utilizzato da David Breger per creare il personaggio protagonista di una striscia a fumetti destinata alle riviste dell'esercito americano durante la seconda guerra mondiale. Il fumetto debuttò il 17 giugno 1942 nelle riviste YANK e Stars and Stripes. Nel 1945, la United Artists realizzò un film intitolato The Story of G.I. Joe (in Italia distribuito con il titolo I forzati della gloria). Il film, con protagonista Robert Mitchum, narra la storia di un gruppo di soldati statunitensi (chiamati appunto G.I. Joes) durante l'ultimo conflitto mondiale.

### La prima serie: G.I. Joe militare
Nel 1964, in seguito al grande successo della bambola Barbie, la Hasbro realizzò il primo bambolotto di G.I. Joe. Poiché il giocattolo era concepito per un pubblico maschile, la Hasbro preferì evitare il termine doll ("bambola"), coniando per G.I. Joe il neologismo action figure, in seguito entrato nell'uso come denominazione standard della categoria di giocattoli costituita da modellini snodabili di personaggi d'azione.
I primi modelli di G.I. Joe avevano grosso modo le stesse proporzioni della Barbie (circa 30 cm di altezza). Dato il grande successo del giocattolo, la Hasbro produsse in seguito numerosi altri personaggi della stessa serie: prima (1965) un G.I. Joe nero e poi (1966) altri personaggi corrispondenti ad altri corpi delle forze armate statunitensi.
Nel 1967 furono realizzati i primi pupazzi "parlanti" della serie, e anche un personaggio di sesso femminile, una infermiera che fu poi venduta in varie versioni. È da notare che i G.I. Joe (serie anni '60 e cosa che ritroveremo massicciamente nella serie ARAH del 1982), furono i primi giocattoli ad abbattere le barriere etniche e di sesso. Vari personaggi erano di colore o di sesso femminile come le varie soldatesse ed infermiere, non relegate al ruolo delle perfette, ma un po' impersonali Barbie.

### La nascita dell'Adventure Team
Nel 1970, in seguito alla guerra nel Vietnam, la Hasbro decise di ridefinire il personaggio di G.I. Joe, eliminando i riferimenti militari. La linea di giocattoli fu ribattezzata "Le avventure di G.I. Joe", e Joe divenne il capo di una squadra di "super-spie" chiamata Adventure Team. Sempre nel 1970 i pupazzi di Joe acquisirono la barba, un'innovazione che fu ispirata dalla variante britannica del personaggio, Action Man.
Nel 1974 la Hasbro modificò i pupazzi realizzando le mani con una plastica morbida che consentiva di piegare le dita del pupazzo per fargli reggere oggetti, cosiddetta Kung-Fu grip.
Nel 1975, dopo aver fallito nel tentativo di acquistare i diritti per produrre i giocattoli associati alla serie televisiva L'uomo da sei milioni di dollari, la Hasbro introdusse nella linea G.I. Joe un nuovo personaggio, una sorta di guerriero bionico chiamato Mike Power, Atomic Man, che ebbe un grande successo commerciale. Dello stesso periodo è anche Bulletman, un supereroe. Entrambi questi personaggi erano piuttosto distanti dallo stile originale della serie di G.I. Joe. Una promiscuità di stili ancora maggiore fu introdotta dai personaggi della serie The Intruders (1976), una banda di alieni nemici dell'Adventure Team. Alla metà degli anni settanta fu anche introdotto uno speciale meccanismo a leva che consentiva ai pupazzi della serie di muovere gli occhi (eagle eyes).

### G.I. Joe: A Real American Hero
Nel 1978, in seguito alla crisi energetica del 1973 e al conseguente aumento di prezzi delle materie plastiche, la Hasbro tentò prima di ridurre le dimensioni dei pupazzi, e infine decise di abbandonare la produzione, limitando i propri incassi per la linea G.I. Joe agli introiti derivanti dalle licenze concesse all'estero.
La produzione riprese solo nel 1982, quando la serie viene completamente riveduta e attualizzata, trasformando l'action figure da 12 in (= 30,48 cm), con abiti intercambiabili, a una serie di personaggi monoblocco da 3 e 3/4 in (= 9,525 cm; scala 1/18), a cui si contrapponeva un gruppo di nemici ricorrenti. Questa nuova linea era disegnata sul nuovo tipo di figura di azione lanciato nel 1977 dalla Kenner (più tardi acquisita dalla stessa Hasbro), con le figure di azione di Guerre stellari, già imitata dalla Mego, prima con la linea di personaggi dal film Star Trek - Il film, nel 1979, e in seguito con la linea Eagle Force, nel 1981.
Questa collezione prese il nome di A Real American Hero (o «ARAH»), e il suo lancio commerciale fu accompagnato da una mini-serie di cartoni animati per la televisione e da una serie di fumetti prodotti dalla Marvel, che ottennero un grande successo. Le storie erano scritte dal poliedrico autore di origini giapponesi Larry Hama, che sviluppò in modo estremamente accurato i personaggi e le dinamiche, le tecniche militari e le tipologie di armi. Mentre i cartoni animati della Sunbow e della DIC, avevano un taglio più per bambini, i 155 numeri editi dalla Marvel dal 1982 al 1994 (più sotto il controllo stretto di Hama), costituiscono il vero punto di riferimento per i tifosi e per i collezionisti di G.I. JOE.
Lo Special Counter-Terrorist Group – Delta, nome in codice G.I. Joe era chiaramente ispirato alla Delta Force. I G.I.JOE operano segretamente in basi sotterranee, come il loro primo quartier generale il Pit («la fossa»), costruito sotto una scuola per Cappellani Militari, all'interno di un'anonima base U.S.A.: nessuno conosce la loro esistenza, tranne pochissimi Generali ed il Presidente.
Non usano i loro nomi e cognomi neanche tra loro, bensì dei nomi in codice. Larry Hama sceglieva i nomi in codice personalmente, divertendosi a cercarli tra il gergo militare (Hama è un veterano del Vietnam).
I Cobra, l'organizzazione terroristica combattuta dai Joe, se nei cartoni animati è dipinta con toni da farsa divertente, soprattutto il leader Comandante Cobra dalla voce stridula, nei fumetti è resa come una micidiale macchina volta a sovvertire gli ordinamenti democratici di Nazioni "in bilico".
Con sotterfugi, macchinazioni, attentati, rivoluzioni i Cobra cercano di creare "Staterelli" satellite, vendendo le armi della M.A.R.S. di Destro, sovvenzionando le economie disastrate grazie a Tomax e Xamot e soprattutto costruendo vari Terrordrome, enormi basi che fungono da quartier generali nelle varie Nazioni «amiche».
Tornando ai giocattoli, le dimensioni ridotte dei nuovi personaggi consentirono alla Hasbro di creare anche una grande varietà di prodotti correlati, come veicoli e scenari. L'insieme dei personaggi si sviluppò rapidamente; furono introdotti il terrorista Comandante Cobra, il trafficante d'armi scozzese Destro, e il camaleontico maestro dei travestimenti Zartan con la sua gang di motociclisti australiani, i "Dreadnoks".
La grande popolarità di G.I. Joe per tutti gli anni ottanta portò anche alla creazione di gadget di natura diversa, come poster, magliette, videogiochi, giochi da tavolo, aquiloni, e nuovi film e serie televisive animati. Nel 1985, in particolare, diverse riviste acclamarono la serie di G.I. Joe come linea di giocattoli di maggior successo commerciale negli Stati Uniti. Nel 1986, il celebre wrestler Sgt. Slaughter (Robert Remus) divenne testimonial della serie, seguito dal giocatore di football americano William Perry.
Fra la fine degli anni '80 e l'inizio degli anni novanta furono sviluppate una serie di nuove linee di prodotto all'interno del filone "G.I. Joe", unendo temi fantascientifici e politici di varia natura. Le linee Battle Force 2000 e Star Brigade, per esempio, riprendevano il filone futuristico-spaziale di alcune serie precedenti; gli Ecowarriors rappresentavano le istanze ecologiste che iniziavano ad emergere in quel periodo; la Drug Elimination Force combatteva il narcotraffico e infine i Dino-hunters furono la risposta di Hasbro a Jurassic Park.
Tuttavia queste "rielaborazioni" del concetto originario non riuscirono nel loro intento di traghettare la serie nel nuovo decennio che, con la fine della contrapposizione est-ovest non era più ricettivo verso un franchise ormai datato.

### Revivale nuovi sviluppi
Nel 1994 la linea di prodotti in scala ridotta fu sospesa e la Hasbro (per celebrare il trentennale della linea G.I. Joe) tornò per qualche tempo alle figure nella scala originale del 1964. A questa linea, che viene ora chiamata G.I. Joe Classic Collection, si aggiunse nel 1996 una nuova linea chiamata G.I. Joe Extreme, realizzata da Kenner, una casa produttrice di giocattoli ex-concorrente di Hasbro e poi acquisita da quest'ultima; anche su questa serie fu basata una serie di fumetti, pubblicata da Dark Horse Comics.
Nel 1997, un nuovo personaggio femminile (il secondo dopo l'infermiera del '67), il pilota di elicotteri G.I. Jane, fu introdotto nella serie Classic.
Negli anni 2000 sono stati prodotti o distribuiti da Hasbro una grande quantità di nuovi prodotti. Tutte le edizioni classiche sono state ridistribuite, in varie riprese, per festeggiare l'anniversario delle diverse serie originali; sono stati sviluppati nuovi personaggi nella scala originale (per esempio un nativo americano Navajo) e in quella ridotta. Contemporaneamente è proseguita la produzione di altro merchandise come fumetti (creati da Devil's Due), serie animate (con il film per il mercato dell'home video G.I. Joe: Valor vs. Venom e la serie di "Sigma 6" prodotta dalla casa giapponese Gonzo), giochi (per esempio un gioco di carte collezionabili) e così via.
Nel 2007, per festeggiare l'anniversario dei 25 anni dei G.I. JOE (A Real American Hero), è iniziata la produzione di molti waves del 25th anniversary: nel maggio 2009 si arrivati alla wave 13 di action figures completamente nuove.
In pratica, sono il rifacimento di versioni classiche dei primi anni '80 (1982-'83-'84-'85), di personaggi come la first shirt Duke, comandante di terra dei JOES, il ninja-commando muto Snake Eyes con il lupo grigio Timber, Lady Jaye, sensuale agente sotto copertura, suo marito Flint, il ninja bianco Storm Shadow, il maestro dei travestimenti Zartan, capo della gang di motociclisti Dreadnoks, affiliata ai Cobra, il pilota di caccia Ace, Cobra Commander, il pericoloso capo dell'associazione terroristica "COBRA", Destro, il mercante d'armi scozzese, Beachhead, il ranger Roadblock, il mitragliere e cuoco di colore, Wild Bill, il folle cow-boy pilota di elicotteri, la bella rossa Scarlett, l'indiano Spirit, il SEAL Torpedo, l'esperto di armi laser Flash, il soldato per le operazioni invernali Snow Job, il Generale dei G.I.JOE Hawk, i gemelli della Corsica Tomax e Xamot, l'esperto in comunicazioni Breaker, il marine Gung Ho, l'Imperatore dei COBRA Serpentor, mostruoso incrocio dei D.N.A. di illustri re e condottieri del passato, Firefly, il sabotatore COBRA, la sexy terrorista europea chiamata la Baronessa, il mitragliere e surfista biondo Rock n' Roll, i Dreadnoks Buzzer, Torch e Ripper, il medico Doc, il mercenario poeta Maggiore Bludd e tanti altri.
Le action figures sono del tutto snodabili (anche polsi e caviglie) e non hanno più all'interno il gommino (O-RING), che dopo anni deve essere sostituito e che è comunque facilmente reperibile, di quella misura, presso i ferramenta o nei negozi di idraulica.
Inoltre sono stati prodotti i Comic packs del 25th, con due figure e la ristampa di un fumetto classico, e i veicoli classici rifatti, ricolorati e con tanti dettagli in più rispetto a come erano nei primi anni '80: la moto R.A.M. e il Trouble Bubble, il carro Cobra H.I.S.S., il veicolo volante di Serpentor, Air Chariot, e l'Armadillo, infine la jeep V.A.M.P. .
In ultimo sono in vendita anche i "Battle packs" con figure del 25th e un DvD di un cartoon classico degli anni '80.
Dopo la linea del "25º anniversario", vi è stata una fase di transizione (2008/09) chiamata dai collezionisti Modern Era.
Nel 2009 vi è stata prodotta una nuova linea legata al film e arrivata anche in Italia, chiamata Rise of Cobra. Nel 2010/11 è uscita la linea Pursuit of Cobra: i dettagli sono ancor più minuziosi rispetto agli ultimi anni e le action figures in questione hanno in "corredo" tantissimi accessori. Vi è la presenza anche di nuovi personaggi. Su eBay (anche in Unione Europea) è fiorente il mercato di G.I. JOE, vintage e non.
Il 7 agosto 2009 è uscito negli Stati Uniti (l'11 settembre 2009 in Italia) un nuovo film prodotto da Lorenzo Di Bonaventura, G.I. Joe - La nascita dei Cobra, a cui è seguito nel 2013 il sequel G.I. Joe - La vendetta. I protagonisti del film sono i G.I. Joe della serie iniziata a partire dal 1982.
Nel 2021 la Mego e la storica rivale Hasbro stipulano un accordo per la produzione di action figure da 8" con abiti in stoffa, nel celebre stile retro della Mego, dei personaggi di G.I. Joe. I primi due personaggi realizzati sono i due ninja Snake Eyes e Storm Shadows, che usciranno nell'autunno 2021.

## Distribuzione
La serie classica 12" di G.I. Joe, che veniva distribuita dalla Hasbro negli Stati Uniti e in Canada, veniva distribuita su licenza con nomi diversi a seconda del paese.
- Geyperman, dalla Geyper, in Spagna
- Action Man, dalla Palitoy, in Gran Bretagna e Canada, dove vestiva la divisa dell'esercito britannico anziché quella statunitense
- Action Joe, dalla Ceji, in Francia
- Action Team, dalla Schildkrot, in Germania Ovest
- G.I. Joe, dalla Polistil, in Italia
- Action Man, dalla Toltoys, e G.I. Joe, dalla Kenbrite, in Australia
- Combat Joe, dalla Takara, in Giappone
- Falcon, dalla Estrela, in Brasile
- Hombres de Acción, in Uruguay
- Aventureros de acción, dalla Ledy, in Messico
- Joe Súper temerario, dalla Veri-li, in Argentina

## Altri media

### Serie animate
Sono state prodotte varie serie televisive animate con protagonista G.I. Joe.
- G.I. Joe: A Real American Hero (1983-1986)
- G.I. Joe: A Real American Hero - Seconda serie (1989-1992)
- G.I. Joe Extreme (1995-1997)
- G.I. Joe: Sigma 6 (2005-2007)
- G.I. Joe: Resolute (2009)
- G.I. Joe: Renegades (2010-2011)

### Film d'animazione
- G.I. Joe: The Movie (1987)
- Sgt. Savage ed il canto del cigno dei G.I. Joe (1994)
- G.I. Joe: Spy Troops (2003)
- G.I. Joe: Valor vs. Venom (2004)
- G.I. Joe: Ninja Battles (2004)

### Cinema
- G.I. Joe - La nascita dei Cobra (G.I. Joe: The Rise of Cobra), regia di Stephen Sommers (2009)[1]
- G.I. Joe - La vendetta (G.I. Joe: Retaliation), regia di Jon Chu (2013)
- Snake Eyes: G.I. Joe - Le origini (Snake Eyes: G.I. Joe Origins), regia di Robert Schwentke (2021)

### Videogiochi
- G.I. Joe: Cobra Strike o Action Force (1983, Atari 2600)
- G.I. Joe: A Real American Hero (1985, Commodore 64 e Apple II)
- Action Force (1987, Amstrad CPC, Commodore 64 e ZX Spectrum)
- Action Force II (1988, ZX Spectrum)
- G.I. Joe: A Real American Hero (1991, NES)
- G.I. Joe: The Atlantis Factor (1992, NES)
- G.I. Joe: A Real American Hero (1992, arcade Konami)
- G.I. Joe: Star Brigade (1993, gioco elettronico portatile Tiger Electronics)
- G.I. Joe: The Rise of Cobra (2009, varie console)[1]
- G.I. Joe: War on Cobra (2019, Android e iOS)
- G.I. Joe: Operation Blackout (2020, Nintendo Switch, PlayStation 4, Windows, Xbox One)

## Influenze nella cultura
- Nel 2009 viene realizzato il musical parodistico The Ballad of G.I. Joe, in cui viene narrata la vita privata di ogni personaggio della serie.
- L'undicesima puntata della quinta serie di Community è dedicata ai G.I. Joe, con praticamente tutto l'episodio girato come fosse una puntata del cartone animato, e con intermezzi simili alle classiche pubblicità dei giocattoli degli anni '80.
- Ivan meets G.I. Joe è un brano dei The Clash contenuto nell'album Sandinista! del 1980.
- Il film Soldato Jane (1997) di Ridley Scott con Demi Moore ha come titolo originale G.I. Jane, un chiaro gioco di parole tra G.I. Joe e il nome della protagonista.
- Nella canzone King for a Day dei Green Day si fa riferimento a G.I. Joe per indicare che i giocattoli comunemente classificati come "per i maschi" possono essere in realtà utilizzati anche dalle femmine.